# Stanleya tomentosa
Stanleya tomentosa là một loài thực vật có hoa trong họ Cải. Loài này được Parry miêu tả khoa học đầu tiên năm 1874.